# PET to PET Recycling Österreich
Die PET to PET Recycling Österreich GmbH ist ein österreichisches Recycling-Unternehmen mit Sitz in Müllendorf. Sie wird von den Unternehmen Coca-Cola Hellenic Österreich, Radlberger Getränke, Rauch Fruchtsäfte, Spitz und Vöslauer betrieben und schließt den Verwertungskreislauf von PET-Flaschen in Österreich.

## Geschichte
2004 unterzeichneten die Gesellschafter eine Nachhaltigkeitsagenda, die unter anderem ökologisches Recycling anstrebt. Die PET to PET Recycling Österreich GmbH wurde am 26. April 2006 gegründet und 2007 in Betrieb genommen. Im Herbst 2010 wurde die Anlage weiter ausgebaut, um eine Granulierungsanlage ergänzt und komplett auf die Herstellung von lebensmitteltauglichem PET-Recyclat (PET-Flakes und PET-Granulat) umgestellt. Im August 2011 investierte das Unternehmen weiter in den Ausbau der Anlage und implementierte als Effizienzsteigerungsmaßnahme eine Vorsortieranlage.
Durch den konsequenten Ausbau trägt das Unternehmen der gestiegenen PET-Sammelmoral der Österreicher Rechnung – rund 8 von 10 PET-Flaschen landen hierzulande in der getrennten Sammlung via Gelbe Tonne oder Gelber Sack.

## Die Recycling-Anlage in Müllendorf
Das Unternehmen betreibt eine Anlage für PET Recycling und ermöglicht so einen geschlossenen Wertstoffkreislauf dieses Materials in Österreich. In der nach neuesten technischen Standards errichteten Anlage im burgenländischen Müllendorf wurden seit ihrer Inbetriebnahme im August 2007 jährlich 6.000 bis 7.000 Tonnen PET-Material wieder zu Ausgangsmaterial für neue PET-Flaschen verarbeitet.
In der Recycling-Anlage in Müllendorf können jährlich rund 20.000 Tonnen PET-Flaschen, das sind rund 570 Millionen Stück, verarbeitet werden. Nach der Aufbereitung durch das Unternehmen steht das dabei gewonnene Material allen Unternehmen der Getränkeindustrie, die die Anforderungen der Nachhaltigkeitsagenda erfüllen, zur Verfügung. Die Mengen orientieren sich an dem Prozentsatz ihrer „Inverkehrsetzung“ (laut ARA-Statistik), das heißt, je mehr Flaschen ein Unternehmen per Handel in Umlauf bringt, umso größere Mengen an aufbereitetem Material stehen dem Getränkehersteller zur Verfügung. Das recyclierte Material, die sogenannten PET-Flakes und das PET-Granulat, werden zu den Preform- und Flaschenherstellern der Getränkeunternehmen geliefert und dem Ausgangsmaterial für neue Flaschen beigemengt. Die fertigen Flaschen bzw. Preformen werden in den Abfüllanlagen der Getränkeunternehmen befüllt, gelangen danach wieder per Handel zum Konsumenten und somit wieder an den Beginn des PET-Kreislaufs.
Um aus alten PET-Flaschen Ausgangsmaterial für neue Flaschen herzustellen, wird das URRC-Verfahren (United Resource Recovery Corporation) eingesetzt. Dabei werden alte PET-Flaschen ohne Aufschmelzen und Filtration energie- und materialschonend und nach höchsten Lebensmittelstandards gereinigt. Die bei dem Unternehmen recyclierten Flakes dienen hauptsächlich als hochwertiges Grundmaterial für PET-Flaschen, können aber auch zur Erzeugung von Textilien, Polyesterfolien oder Verpackungsbändern verwendet werden. Der Großteil der Flakes landet jedoch bei den Preform- und Flaschenherstellern der Getränkeindustrie, wo bei der Produktion von neuen PET-Flaschen bis zu 50 Prozent – je nach Flaschenanforderung auch mehr – PET-Recyclat beigegeben wird.